# Sommersdorf (Penkun)
Sommersdorf ist ein Ortsteil der Stadt Penkun des Amtes Löcknitz-Penkun im Landkreis Vorpommern-Greifswald in Mecklenburg-Vorpommern.

## Geographie
Der Ort liegt vier Kilometer westsüdwestlich von Penkun. Im Südwesten der Gemarkung Sommersdorf befinden sich der Angelsee, der Moospfuhl und der Igelsee. Der Südrand der Gemarkung bildet zugleich die Landesgrenze zum benachbarten Brandenburg. Der Nordrand der Gemarkung wird durch die Bundesautobahn 11 gebildet. An dieser Grenze befindet sich der Faselberg. Die Nachbarorte sind Friedefeld und Wollin im Nordosten, Kirchenfeld und Neuhof im Südosten, Wartin im Südwesten, Grünz im Westen sowie Radewitz im Nordwesten.

## Geschichte
Sommersdorf wurde im Jahr 1240 im Zusammenhang mit einem Tauschgeschäft zwischen Herzog Barnim I. von Pommern und Bischof Conrad III. von Cammin erstmals urkundlich erwähnt.
1720 kam der Ort mit Pommern an Preußen und wurde dem Kreis Randow zugeordnet, der ab 1808 zum Regierungsbezirk Stettin gehörte. 1939 fiel Sommersdorf an den Landkreis Greifenhagen und nach dem Zweiten Weltkrieg an den Kreis Randow im Land Mecklenburg-Vorpommern. Mit Auflösung des Kreises Randow kam der Ort 1950 zunächst zum Landkreis Prenzlau und 1952 zum Kreis Pasewalk im Bezirk Neubrandenburg und ab 1990 in Mecklenburg-Vorpommern. Ab 1994 gehörte Sommersdorf zum Landkreis Uecker-Randow, der 2011 im Landkreis Vorpommern-Greifswald aufging.
Zum 1. Januar 1999 wurde die Gemeinde Sommersdorf aufgelöst und der Ort als Ortsteil in die Stadt Penkun eingegliedert.

## Kultur und Sehenswürdigkeiten

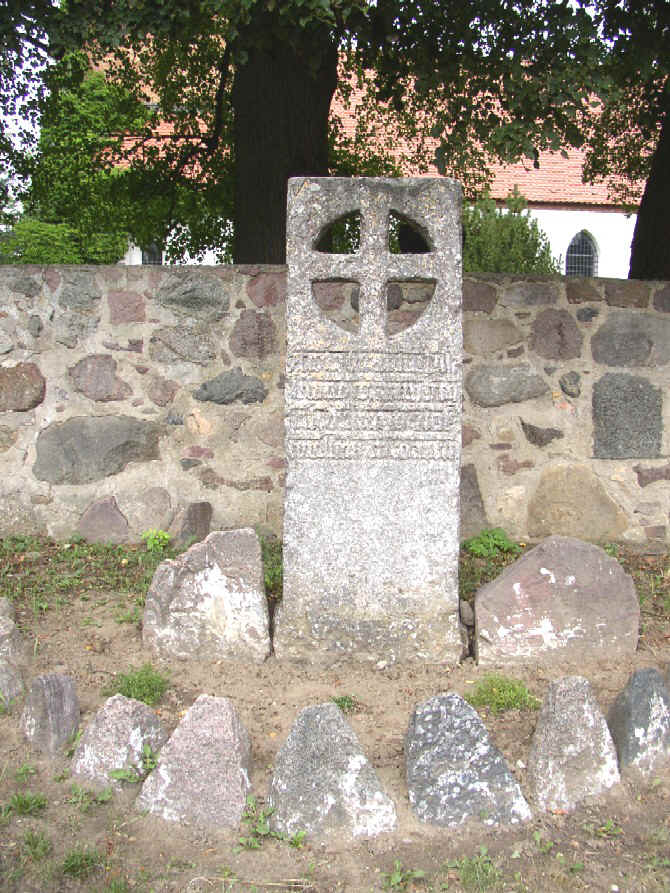
Mordwange von 1423

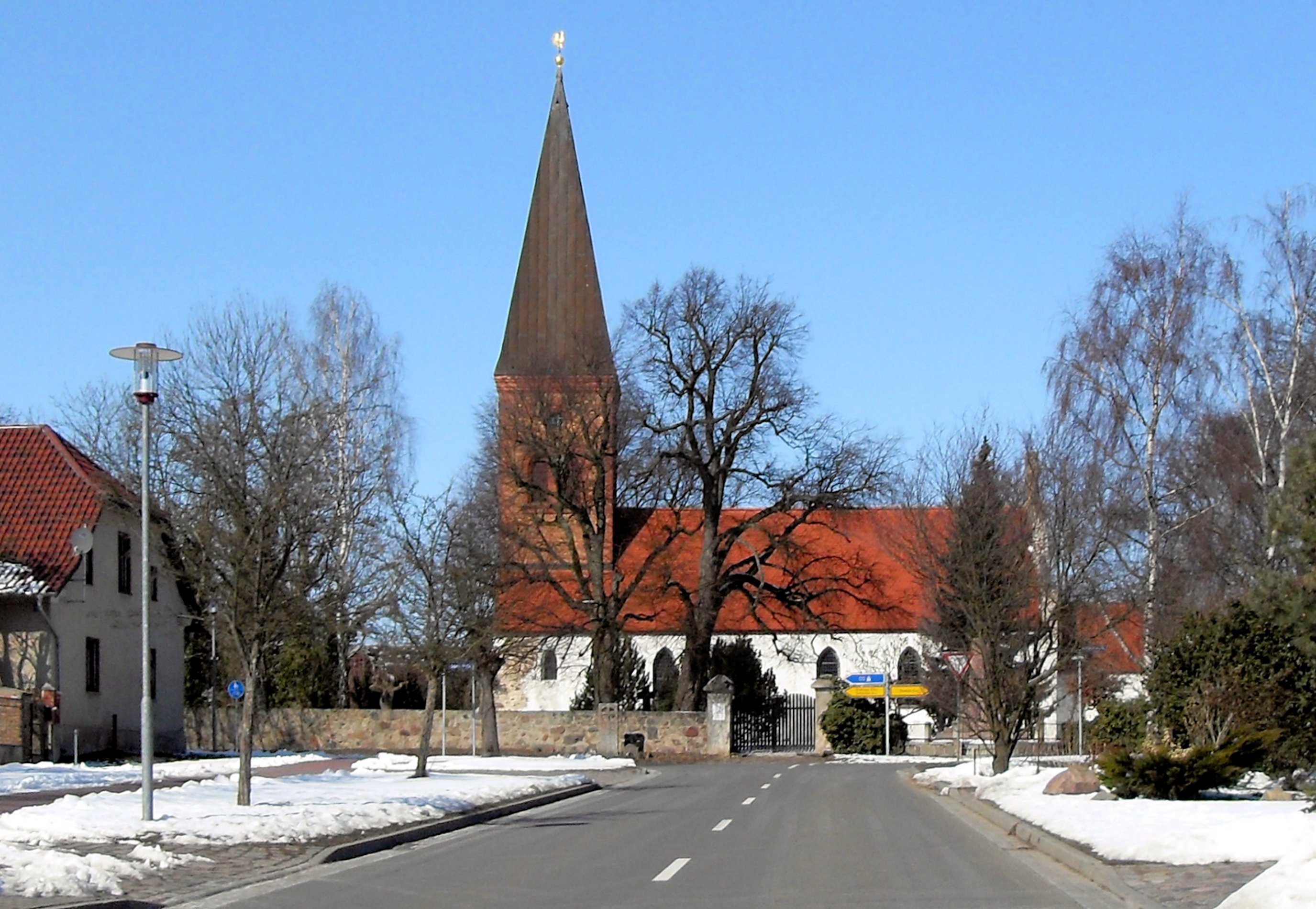
Kirche Sommersdorf

Nahe der Kirchhofsmauer steht der Mordstein von 1423. Es ist ein hoher, rechteckiger Stein mit griechischem Kreuz und gotischen Minuskeln. Mittelalterlicher Sühnestein. Mordwange aus gotländischem Muschelkalk, Die Minuskelinschrift lautet in der Übersetzung: „Im Jahre 1423 wurde Hinrik von Ramin von den Bauern in Wartin erschlagen.“ Die Sage berichtet, dass der Adlige Hinrik von Ramin eine Sommersdorfer Frau vergewaltigte und daraufhin von Bauern aus dem Dorf verfolgt wurde. Er versuchte bei der Kirche um Asyl zu bitten, schaffte es jedoch nicht über die Kirchhofsmauer und wurde von den Bauern getötet.
Die zu Beginn der 1990er restaurierte Kirche beherbergt im Turm ein kleines Regionalmuseum. Außerdem befindet sich im Dorfkern ein Dorfschmiedemuseum.

## Verkehr
Die Landesstraße 283 von Penkun nach Grünz verläuft in Ost-West-Richtung durch den Ort und erreicht nach knapp fünf Kilometern die Anschlussstelle Schmölln der Bundesautobahn 11. In der Ortsmitte zweigt die Landesstraße 284 in Richtung Süden zur nahen Landesgrenze und nach Wartin ab. Im Süden des Ortes zweigt die Kreisstraße VG 86 nach Neuhof ab.